# Antonio Inoki
Muhammad Hussain Inoki, (ur. 20 lutego 1943 w Jokohamie jako Kanji Inoki (jap. 猪木 寛至 Inoki Kanji), zm. 1 października 2022 w Tokio) – japoński wrestler, zawodnik MMA i polityk, lepiej znany pod swoim pseudonimem ringowym jako Antonio Inoki (jap. アントニオ 猪木 Antonio Inoki), założyciel organizacji wrestlingu New Japan Pro-Wrestling, zdobywca mistrzostwa IWGP Heavyweight, dziesięciokrotny zwycięzca turnieju G1 Climax, nieuznawany zdobywca mistrzostwa WWWF, członek czterech galerii sławy: NJPW Greatest Wrestlers, WWE Hall of Fame, WCW Hall of Fame oraz Wrestling Observer Newsletter Hall of Fame i członek japońskiej Izby Radców.

## Młodość
Urodził się 20 lutego 1943 jako Kanji Inoki w Jokohamie.
Spędził dużą część młodości w Brazylii, gdzie wygrał mistrzostwa w pchnięciu kulą i w rzucie dyskiem.

## Kariera wrestlera
Gdy Inoki był atletą trenującym pchnięcie kulą i rzut dyskiem w Brazylii, poznał Rikidōzana, który namówił go do powrotu do Tokio i rozpoczęcia kariery wrestlerskiej w organizacji wrestlingu Japanese Wrestling Association (JWA). Jego trenerami byli także Karl Gotch i Toyonobori.
Debiutował jako wrestler 30 września 1960 w organizacji Japanese Wrestling Association (JWA). Stworzył tag team z Giant Babą, z którym czterokrotnie zdobył mistrzostwo NWA International Tag Team.
W 1972 złożył własna organizację wrestlingu i nazwał ją New Japan Pro-Wrestling (NJPW). Zatrudnił w niej popularnych wrestlerów, takich jak Tatsumi Fujinami i Riki Choshu. W jego organizacji debiutowali także wrestlerzy, którzy zyskali popularność później, tacy jak Tiger Mask. Udało mu się nawet przekonać do występów w NJPW amerykańskich wrestlerów, takich jak Dynamite Kid, Bob Backlund i Vader.
Antonio Inoki też był wrestlerem w NJPW. W swojej karierze pokonał między innymi Stana Hansena, Tiger Jeet Singha i Hulka Hogana.
30 listopada 1979 pokonał Boba Backlunda w walce o mistrzostwo WWWF Heavyweight. 1 grudnia, w walce rewanżowej, Backlund wygrał i odzyskał mistrzostwo. W walce interweniował Tiger Jeet Singh, więc prezes WWWF w kayfabe, Hisashi Shinma, chciał zwrócić mistrzostwo Inokiemu, ale przegrany odmówił przyjęcia tytułu. Panowanie mistrzowskie Inokiego nie jest uznawane przez WWE (dawniej WWWF).
W 1983 wziął udział w turnieju International Wrestling Grand Prix, w którym zdobył 37 punktów. Tyle samo punktów zdobył Hulk Hogan, który w czasie turnieju zremisował z Inokim. W związku z tym, obaj wrestlerzy spotkali się w finale. Ich walka trwała 21 minuty i 27 sekund. Inoki został znokautowany i przegrał przez wyliczenie. Do prasy wyciekła informacja, że nokaut był przypadkiem, a oryginalnie turniej miał zostać wygrany przez Inokiego. Lata później jednak sędzia tamtej walki zdradził, że wszystko zostało zaplanowane, a przeciek był ustawiony w celu pobudzenia emocji fanów przed walką rewanżową. 14 czerwca 1984 Inoki pokonał Hogana i odebrał mu pas IWGP Heavyweight Championship, który był nagrodą za zwycięstwo w turnieju Grand Prix. Nie było to jednak mistrzostwo IWGP Heavyweight Championship ustanowione w 1987.
12 czerwca 1987 zwyciężył w turnieju IWGP Tournament, pokonując w finale Masa Saito, i został nagrodzony nowo utworzonym głównym mistrzostwem New Japan Pro-Wrestling, IWGP Heavyweight Championship. Jego panowanie zakończyło się 2 maja 1988, kiedy to zwakował swój tytuł z powodu kontuzji stopy.
W 1995 walczył przeciwko Ricowi Flairowi w Pjongjangu, w stolicy Korei Północnej, przed rekordowo liczną publicznością.

4 kwietnia 1998 w Tokyo Dome miała miejsce jego ostatnia walka przed przejściem na emeryturę. Na żywo zobaczyło ją 70 tysięcy fanów. Jego przeciwnikiem był Don Frye.

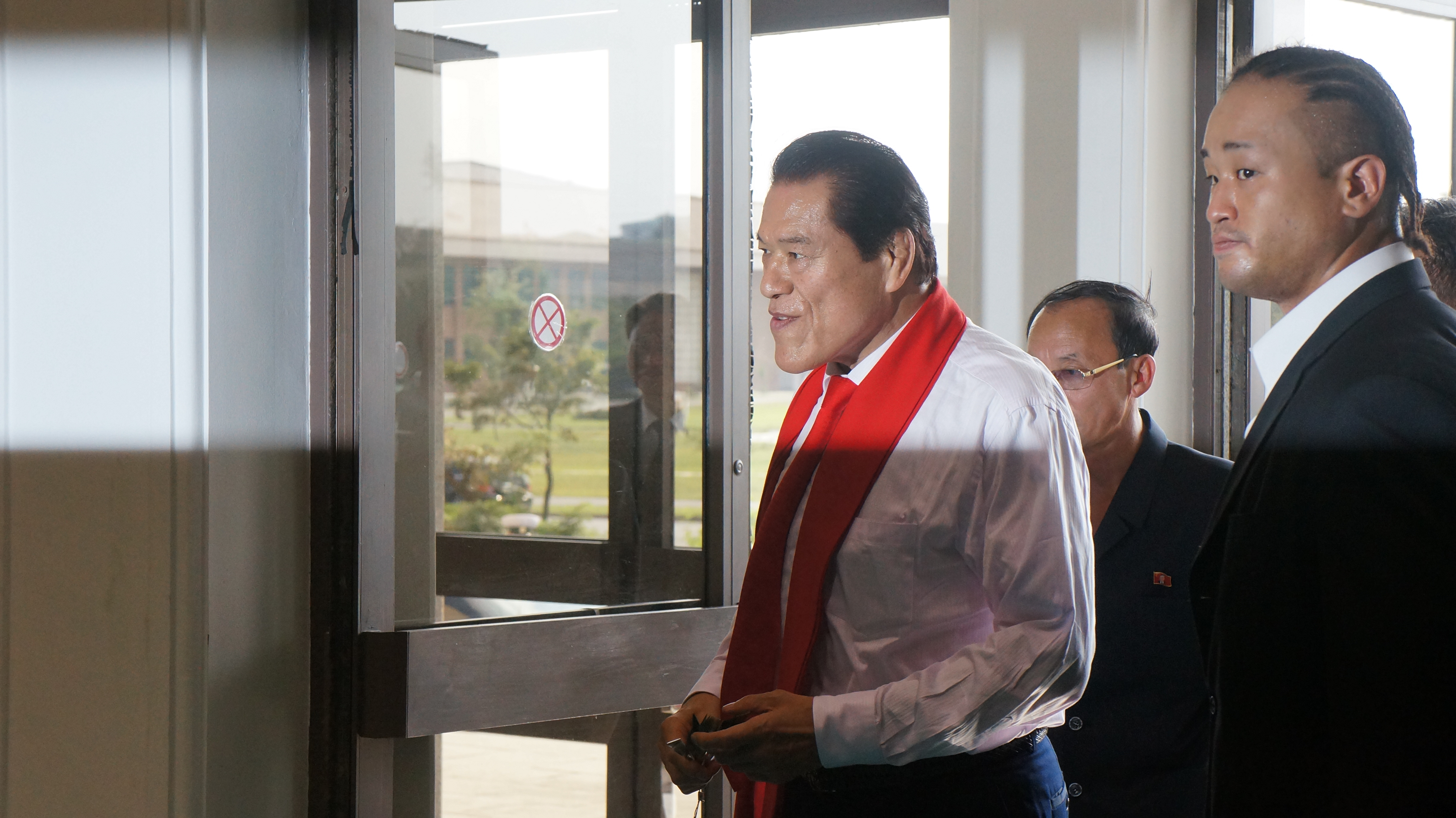
Antonio Inoki w sierpniu 2014 na wydarzeniu Inoki Pro Wrestling Friendship Event w Korei Północnej

W 2007 założył organizację wrestlingu i mieszanych sztuk walki, którą nazwał Inoki Genome Federation.
W 2010 został pierwszym Japończykiem wprowadzonym do galerii sławy WWE Hall of Fame. Wprowadzającym był Stan Hansen.
Wytrenował takich wrestlerów jak: Akira Maeda, Bad News Allen, Brian Adams, Tiger Mask I, Heddi Karaoui, Hiroshi Hase, Hisakatsu Oya, Kazuyuki Fujita, Keiji Muto, Kengo Kimura, Masahiro Chono, Masanobu Kurisu, Naoya Ogawa, Nobuhiko Takada, Osamu Kido, Riki Choshu, Rocky Romero, Shinya Hashimoto, Tadao Yasuda, Tatsumi Fujinami, Tatsutoshi Goto, Victor Zangiev i Yoshiaki Fujiwara.

## Zawodnik MMA
26 czerwca 1976 w Tokio walczył z bokserem Muhammadem Alim. W czasie ich walki, która była autentyczna, Inoki spędził większość czasu pełzając na plecach i kopiąc nogi Alego, przez co walka jest powszechnie uważana za monotonną, ale przyczyniła się do popularyzacji mieszanych sztuk walki (MMA). Inoki stoczył także pojedynki MMA między innymi z judoką Wimem Ruską, bokserem Chuckiem Wepnerem i mistrzem karate Willie Williamsem.
W 2007 założył organizację wrestlingu i mieszanych sztuk walki, którą nazwał Inoki Genome Federation.

## Kariera polityczna

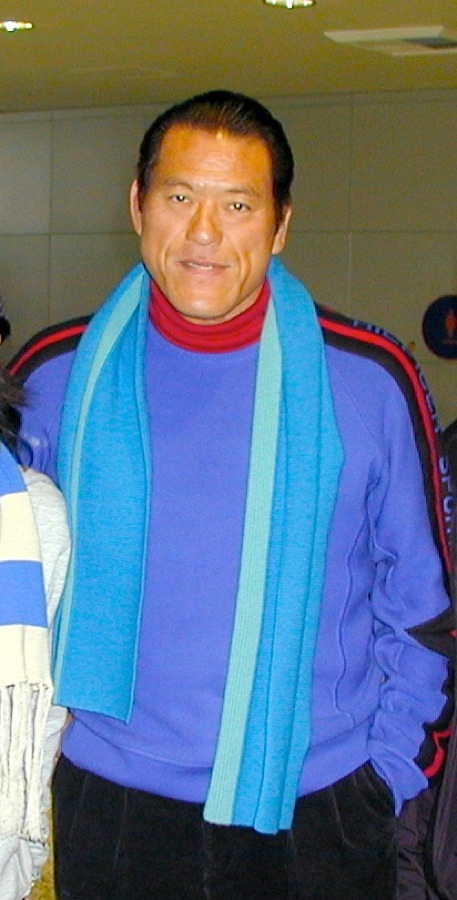
Antonio Inoki w 2002

W 1989 został wybrany do japońskiej Izby Radców z ramienia założonej przez siebie Partii Sportu i Pokoju. Był pierwszym wrestlerem wybranym do japońskiego parlamentu i pierwszym przedstawicielem rządowym demokratycznego państwa wschodniej Azji, który spotkał się z Fidelem Castro. Spotkał się też z Saddamem Husajnem, aby negocjować uwolnienie japońskich więźniów. Husajn, zgodnie z tradycją, podarował Inokiemu parę złotych szabli.

## Inne media

### Filmografia
| Rok             | Tytuł                              | Rola                     | Dodatkowe informacje       |
| --------------- | ---------------------------------- | ------------------------ | -------------------------- |
| 1978            | The Bad News Bears Go to Japan     | On sam                   |                            |
| 2008            | Sasaki Fusai no Jingi Naki Tatakai |                          | Odcinek 1, występ gościnny |
| 2009            | Acacia                             | Sekiji Ishida / Daimajin |                            |
| Źródło: Filmweb |                                    |                          |                            |

### Gry komputerowe
Przedstawiająca go postać pojawiła się w trzynastu grach komputerowych: Fire Pro Wrestling Combination Tag (PC, 1989), Super Star Pro Wrestling (NES, PC, 1989), Fire Pro Wrestling 2nd Bout (PC, 1991), Toukon Retsuden 2 (PS, 1996), Virtual Pro Wrestling 64 (N64, 1997), Toukon Retsuden 3 (PS, 1998), Virtual Pro Wrestling 2: Odo Keisho (N64, 2000), All Star Pro-Wrestling (PS, PS2, 2000), All Star Pro-Wrestling II (PS2, 2001), Fire Pro Wrestling 2 (GBA, 2002), Fire Pro Wrestling Returns (PS2, 2005), Wrestle Kingdom (Xbox360, PS2, 2005), Wrestle Kingdom 2: Pro-Wrestling World War (PS2, 2007).

## Życie prywatne

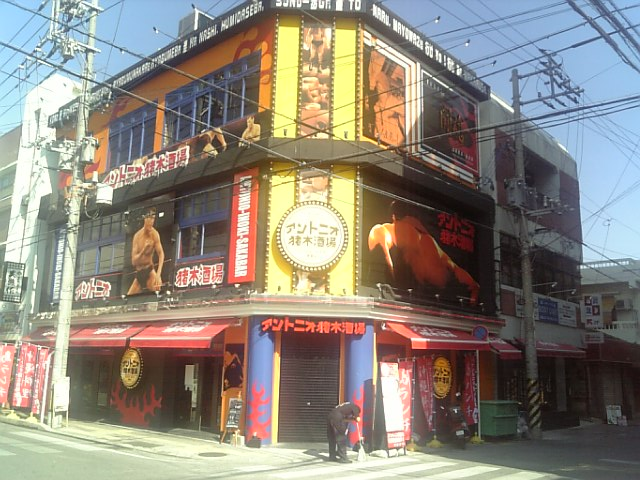
Restauracja Antonio Inokiego w Okinawie

W latach 1971–1988 był żonaty z aktorką Mitsuko Baishô. Razem mają córkę Hiroko Inoki. Ich córka poślubiła mężczyznę o imieniu Simon Kelly, który przyjął nazwisko żony i od tej pory nazywa się Simon Inoki i przez pewien czas pełnił funkcję prezesa New Japan Pro-Wrestling.
W latach 90 XX wieku nawrócił się na islam szyicki. W drugiej połowie 2017 ogłosił, że zmienił imię na Muhammad Hussain Inoki.
Posiadał własną restaurację w Okinawie.

## Mistrzostwa i osiągnięcia
- All Japan Pro Wrestling
  - All Asia Tag Team Championship (4 razy)
  - NWA International Tag Team Championship (4 razy) – z Giant Babą
- Japan Wrestling Association
  - NWA United National Championship (1 raz)
- New Japan Pro-Wrestling
  - IWGP Heavyweight Championship (1 raz)
  - NWA North American Tag Team Championship (2 razy) – z Seiji Sakaguchi
  - NWF World Heavyweight Champion / NWF Heavyweight Championship (3 razy)
  - Zwycięzca World League (1974, 1975)
  - Zwycięzca MSG League (1978, 1979, 1980, 1981)
  - Zwycięzca International Wrestling Grand Prix (1984, 1986, 1987 i 1988)
  - NJPW Greatest Wrestlers (2007)
- National Wrestling Alliance Mid-America
  - NWA World Tag Team Championship (wersja środkowoatlantycka) (1 raz) – z Hiro Matsudą
- Southwest Sports
  - NWA Texas Heavyweight Championship (1 raz)
- Universal Wrestling Association
  - UWA World Heavyweight Championship (1 raz)
- World Championship Wrestling
  - WCW Hall of Fame (1995)
- World Wide Wrestling Federation / World Wrestling Entertainment
  - WWWF Heavyweight Championship (1 raz, nieuznawany)
  - WWE Hall of Fame (2010)[1]
- Professional Wrestling Hall of Fame and Museum
  - Wprowadzony w 2009[13]
- Tokyo Sports Awards
  - Most Valuable Player Award (1974, 1976, 1977, 1978, 1980, 1981)
  - Najlepszy tag team (1975 z Seiji Sakaguchi, 1981 z Tatsumi Fujinami)
  - Specjalna nagroda główna (1983, 1987)
  - Wyróżniający się występ (1982)
- Wrestling Observer Newsletter
  - Najlepszy promotor (2001)
  - Wrestling Observer Newsletter Hall of Fame (1996)[1]